# Cecilia Biagioli
Pour les articles homonymes, voir Biagioli.
Cecilia Elizabeth Biagioli (née le 3 janvier 1985 à Córdoba) est une nageuse argentine, spécialisée dans la nage libre et la nage en eau libre. 

## Biographie
Cecilia Biagioli est entraînée par son frère Claudio.
Elle participe aux épreuves de natation aux Jeux olympiques avec l'Argentine à Sydney (2000), à Athènes (2004), à Pékin (2008) et à Londres (2012). 
Le 9 août 2012, elle finit à la 17ème place du 10 kilomètres en eau libre lors des Jeux olympiques d'été de 2012 à Londres.
Le 4 février 2018, elle remporte l'étape de Santa Fe sur le Grand Prix FINA de nage en eau libre.

## Palmarès

### Jeux panaméricains
- Médaille d'or du marathon 10 kilomètres aux Jeux panaméricains de 2011

### Jeux sud-américains
- Médaille d'or du 400 mètres nage libre aux Jeux sud-américains de 2002
- Médaille d'or du 800 mètres nage libre aux Jeux sud-américains de 2002
- Médaille d'or du 200 mètres nage libre aux Jeux sud-américains de 2006
- Médaille d'or du 400 mètres nage libre aux Jeux sud-américains de 2006
- Médaille d'or du 4x200 mètres nage libre aux Jeux sud-américains de 2006
- Médaille d'or du 200 mètres nage libre aux Jeux sud-américains de 2010
- Médaille d'argent du 200 mètres nage libre aux Jeux sud-américains de 2002
- Médaille d'argent du 800 mètres nage libre aux Jeux sud-américains de 2006
- Médaille d'argent du 1 500 mètres nage libre aux Jeux sud-américains de 2006
- Médaille d'argent du 4x100 mètres quatre nages aux Jeux sud-américains de 2006
- Médaille d'argent du 4x200 mètres nage libre aux Jeux sud-américains de 2010
- Médaille d'argent du marathon 10 kilomètres aux Jeux sud-américains de 2014
- Médaille de bronze du 4x100 mètres nage libre aux Jeux sud-américains de 2002
- Médaille de bronze du 4x100 mètres nage libre aux Jeux sud-américains de 2006
- Médaille de bronze du 400 mètres nage libre aux Jeux sud-américains de 2010
- Médaille de bronze du 800 mètres nage libre aux Jeux sud-américains de 2014
- Médaille de bronze du 1 500 mètres nage libre aux Jeux sud-américains de 2014
- Médaille de bronze du 4x100 mètres nage libre aux Jeux sud-américains de 2014